# Edmundston
Edmundston è una città del Canada, nella contea di Madawaska situata alla confluenza del fiume Saint John e del Madawaska nel nord ovest della provincia del Nuovo Brunswick.
Un ponte sul fiume Saint-John collega il centro della città di Edmundston al piccolo comune di Madawaska, nello Stato del Maine, negli Stati Uniti d'America. La città è situata solamente a qualche chilometro dalla frontiera con la provincia canadese del Québec. Conta circa 17 000 abitanti. La città è pressoché interamente francofona: il 98% della popolazione parla francese, di conseguenza Edmundston è la più grande città unilingue francese - fuori dal Québec - nell'America del Nord anglofona, poiché il Nuovo Brunswick, pur essendo bilingue, è maggioritariamente anglofono.

## Descrizione

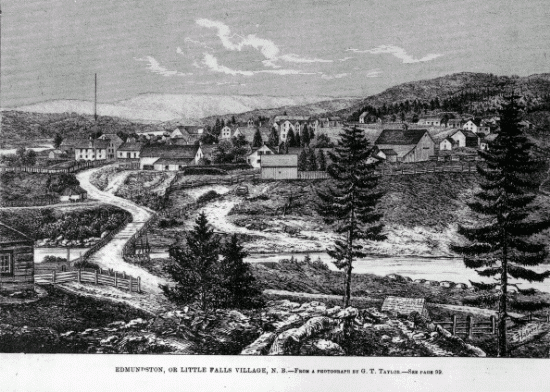
Edmundston nel 1872.

La popolazione, secondo il censimento del 2006, è di 16 643 abitanti. Con il 98% della popolazione di lingua francese come lingua madre, Edmundston è la più francofona delle otto grandi città del Nuovo Brunswick, seguita da Dieppe, francofona all'80% e Moncton, con il 34% di francofoni.
Edmundston è un centro di educazione universitaria e superiore con l'Istituto Comunitario del Nuovo Brunswick (CCNB) et l'Università di Moncton - campus di Edmundston (UMCE), che alberga il Centre International pour le développement de l'inforoute en français (CIDIF).

## Economia
La silvicoltura è una parte importante dell'industria locale. Malgrado una serie di crisi negli anni 1990 e 2000, le cartiere di Fraser Papers costituiscono sempre uno dei principali impieghi manifatturieri della città con circa 400 dipendenti.
Altre imprese manifatturiere, come Enseignes Pattison Sign Group (cartellonistica - insegne), Nadeau Ferme Avicole (Trasformazione del pollame) e IPL Plastics (lavorazione di materie plastiche) approfittano della posizione geografica della città per stimolare la loro crescita.
La città di Edmundston possiede due centrali idroelettriche, di cui una costruita nel 1911. Edmundston è d'altra parte la sola città del Nuovo Brunswick a generare elettricità.

## Media
Edmundston è servita da quattro giornali (Le Madawaska, La République, L'Acadie Nouvelle e l'InfoWeekend), due stazioni radio (CJEM, CFAI) e un ufficio regionale di Radio Canada.

## Festival e turismo
Ogni anno nel mese di agosto, si tiene a Edmundston un grande festival culturale chiamato "La Foire Brayonne". Si tratta del più importante festival culturale francofono canadese ad est del Québec. Durante il mese di giugno, la città accoglie anche il "Festival del Jazz e del Blues".
Le principali attrazioni turistiche della città includono
- Il Giardino botanico del Nuovo Brunswick, situato nel quartiere di Saint-Jacques, su una superficie di sette ettari e contenente più di 80 000 piante, rendendolo così il più grande giardino botanico ad est di Montréal.
- Il Museo dell'automobile
- Il Fortino del P'tit Sault, un forte militare britannico costruito nel 1841
- Il Parco interprovinciale Petit Témis, una pista ciclabile di 130 km che unisce Edmundston a Rivière-du-Loup, nel Québec.
- Il Museo storico di Madawaska

Nel territorio municipale è da notare la presenza all'aeroporto municipale del bombardiere Lancaster KB-882.

## Vescovato
- Diocesi di Edmundston
- Cattedrale dell'Immacolata Concezione d'Edmundston